# Sonet 14 (William Szekspir)

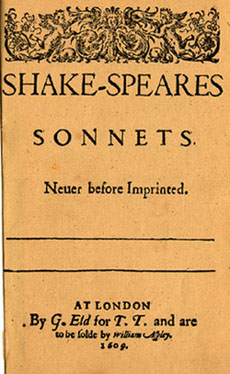
Strona tytułowa pierwszego wydania sonetów Shakespeare’a

Sonet 14 (Nie w gwiazdach pragnę słuszność sądów badać) – jeden z cyklu sonetów autorstwa Williama Shakespeare’a.

## Treść
Sonet ten nawołuje tajemniczego młodzieńca do zawarcia związku małżeńskiego i posiadania potomstwa.
Jego zakończenie stanowi przestroga, wygłaszana przez podmiot liryczny, którego można utożsamić z samym Szekspirem: Prawda i piękno zginą z tobą w grobie.